# ベルンハルト・モーリック

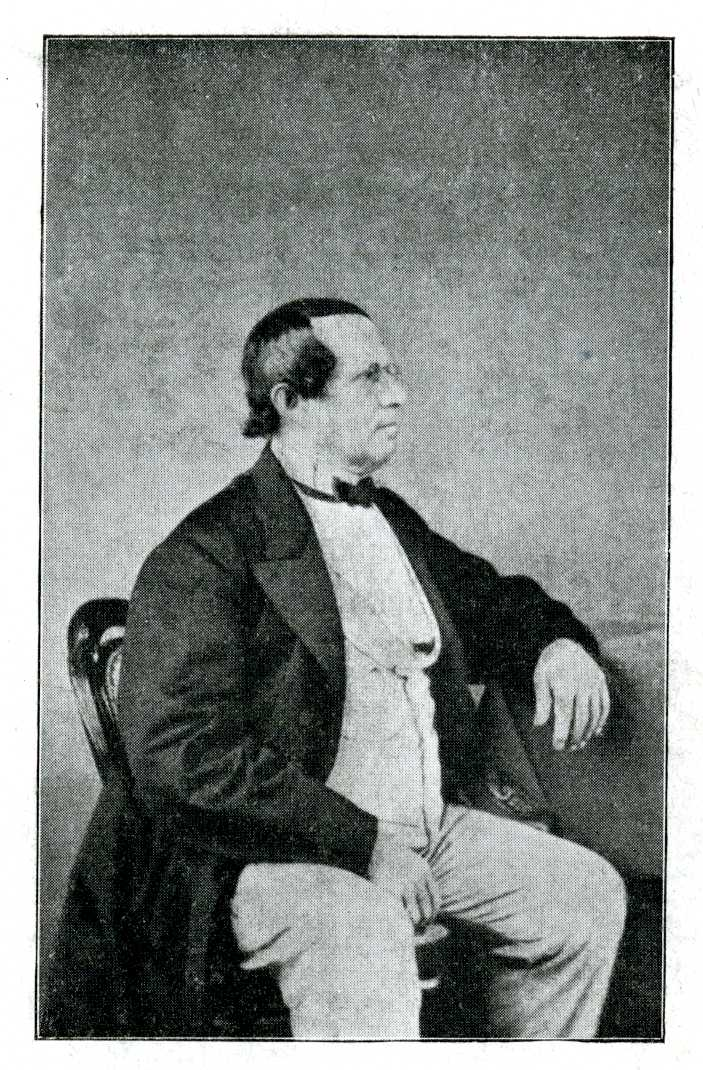
ベルンハルト・モーリック

ヴィルヘルム・ベルンハルト・モーリック（Wilhelm Bernhard Molique, 1802年10月7日 - 1869年5月10日）はドイツの作曲家・ヴァイオリニスト。名はモリークとも表記される。

## 経歴
ニュルンベルクに生まれる。アルザス出身のファゴット奏者・ヴァイオリニストの父、クリスティアン・モーリックから音楽の手ほどきを受け、早くも6歳で公開演奏を行う。ニュルンベルクに客演した際には、ルイ・シュポーアにヴァイオリンの指導を受けた。後にミュンヘン大学でピエトロ・ロヴェッリにヴァイオリンを師事し、アン・デア・ウィーン劇場の楽団員に就任。
1820年にロヴェッリの後任楽師としてミュンヘン宮廷楽団に入団し、団員のフルート奏者テオバルト・ベームと親交を結んだ。
1825年に結婚して1女をもうける。1826年にフランツ・ダンツィの後任楽師としてシュトゥットガルト宮廷劇場に任命され、23歳の若さで宮廷楽長兼コンサートマスターとして活躍し、ロシアやイギリスなどで演奏旅行を行なった。
1849年から1866年までロンドンで演奏家・作曲家・教師として活動し、1861年には英国王立音楽院の作曲法教授に任命されている。
最晩年は再びシュトゥットガルトに戻り、死去まで同市郊外のカンシュタット（現在のシュトゥットガルト＝バート・カンシュタット）で過ごし、同地のウフ教会付属墓地に埋葬された。

## 作風
作曲家としてのモーリックは、明らかに徹底した独学者であった。作品には、モーツァルトやベートーヴェン、メンデルスゾーン、そしてとりわけシュポーアに影響されている。ヴァイオリン曲の作曲家としてはシュポーアと肩を並べる存在だった。ベルリオーズや新ドイツ楽派の動向には感化されていない。
モーリックの作品の中では、交響曲や6つのヴァイオリン協奏曲、当時は非常に持て囃されたチェロ協奏曲、今日でもしばしば演奏されるオーボエ協奏曲のほか、フルート協奏曲が知られている。そのほかに室内楽や2つのミサ曲、数多くのリートを遺した。特に『ヴァイオリン協奏曲第5番 イ短調』（作品21）はヨーゼフ・ヨアヒムのお蔭で有名になったほか、ベルリオーズはモーリックのヴァイオリン演奏をことのほか好み、『チェロ協奏曲 ニ長調』（作品45）を1860年8月27日にバーデン＝バーデンにおいて指揮して成功に導いている。

## 主要作品一覧

### 典礼音楽
- ミサ曲 ヘ短調 作品22[1]

### オラトリオ
- アブラハム Abraham 作品65[2]

### 協奏的作品
- クラリネット協奏曲 ヘ短調 （1824年）[3]
- オーボエ協奏曲 ト短調 （1829年）[4]
- ヴァイオリンと管弦楽のためのコンチェルティーノ ヘ短調 作品1[5]
- ヴァイオリン協奏曲第1番 ホ長調 作品4[6][5]
- ヴァイオリン協奏曲第2番 イ長調 作品9[6][7]
- ヴァイオリン協奏曲第3番 ニ短調 作品10[8]
- ヴァイオリン協奏曲第4番 ニ長調 作品14（1839年出版）[9]
- ヴァイオリン協奏曲第5番 イ短調 作品21[10]
- ヴァイオリン協奏曲第6番 ホ短調 作品30（1847年頃？）[6]
- チェロ協奏曲 ニ長調 作品45（1853年）[11]
- フルート協奏曲 ニ短調 作品69[12]
- 創作主題による変奏曲とロンド イ長調 作品11

### 室内楽曲
- フルート、ヴァイオリン、2つのヴィオラ、チェロのための五重奏曲 ニ長調 作品35[13]
- 弦楽四重奏曲第1番 ト長調 作品16[14]
- 弦楽四重奏曲第2番 ハ短調 作品17[14]
- 弦楽四重奏曲第3番 ヘ長調 作品18-1
- 弦楽四重奏曲第4番 イ短調 作品18-2
- 弦楽四重奏曲第5番 変ホ長調 作品18-3
- 弦楽四重奏曲第6番 ヘ短調 作品28[15]
- 弦楽四重奏曲第7番 変ロ長調 作品42[16]
- 弦楽四重奏曲第8番 イ長調 作品44 （ライプツィヒのキストナー社より1853年出版）[17]
- ピアノ四重奏曲 変ホ長調 作品71[18]
- ピアノ三重奏曲第1番（協奏的大三重奏曲）変ロ長調 作品27[6]
- ピアノ三重奏曲第2番 ヘ長調 作品52[18]

## 註記
1. ↑  Library of Congress listing.
2. ↑  “Permalink for Abraham Oratorio at Veech Library”. 2011年7月6日時点のオリジナルよりアーカイブ。2009年1月14日閲覧。
3. ↑  “Permalink at Bavarian Library for Clarinet Concerto”. 2009年1月14日閲覧。
4. ↑  演奏例
5. 1 2  “Classical Composers Molique Site”. 2009年1月14日閲覧。
6. 1 2 3 4  Library of the Univ Bibl Johann Christian Senckenberg
7. ↑  Newberry Library Catalog Listing
8. ↑  “Persistent Link to New England Conservatory's Fenway Libraries Entry for Violin Concerto 3 Reduced Score”. 2009年1月14日閲覧。
9. ↑  At Yale University Library.
10. ↑  Los Angeles Public Library.
11. ↑  演奏例
12. ↑  “Cornell Permalink for 1940s Edition of Molique Flute Concerto”. 2009年1月14日閲覧。
13. ↑  “Permalink for 1978 Edition of Molique Flute Quintet at Cornell”. 2009年1月14日閲覧。
14. 1 2  in Bloomington Music Library, Indiana.
15. ↑  in Bloomington Music Library
16. ↑  “Persistent Link to University of Illinois Library Page for New Merton Music Edition”. 2009年1月14日閲覧。
17. ↑  in  Bloomington Music Library, Indiana
18. 1 2  Juilliard School Library.